# معهد الخدمات للعلوم الطبية
معهد الخدمات للعلوم الطبية (بالإنجليزية: Services Institute of Medical Sciences)‏ جامعة عامة لدراسة الطب في لاهور بإقليم البنجاب. المعهد متصل بمستشفى الخدمات وهو مستشفى تعليمي للدراسة التطبيقية.

## وصلات خارجية
الموقع الرسمي